# オメガパフューム
オメガパフューム（欧字名:Omega Perfume、2015年4月6日 - ）は、日本の競走馬。大井競馬場で施行される東京大賞典を2018年 - 2021年に4連覇するなど同競馬場のレースに滅法強いことで知られ、大井の帝王や大井巧者と呼ばれた。
馬名の由来は「冠名＋香水」。母名より連想。

## 戦績

### デビュー前
2015年4月6日に北海道千歳市の社台ファームで誕生。2017年の千葉サラブレッドセールでは公開調教で2F24.5秒(ラスト1F11.7秒)を計測する。技術調教師として社台ファームで研修していた安田翔伍が調教をつけていた縁で、父・安田隆行調教師と親しく、母オメガフレグランスも所有していた原禮子によって1500万円（税別）で落札され、安田翔伍厩舎の開業まで隆行の厩舎で預託されることになった。

### 3歳（2018年）
1月14日京都の新馬戦に3番人気で出走、好位追走から直線で鮮やかに抜け出してデビュー戦を飾る。3月に安田翔伍厩舎の新規開業に伴い安田隆行厩舎から転厩、2戦目は3月11日阪神の3歳500万下では中団待機から鋭く脚を伸ばすと、2着ストーミーバローズに6馬身もの差をつけてデビュー2連勝とした。これが安田翔伍厩舎の初勝利であった。5月13日東京の青竜ステークスは直線で馬場の内側から脚を伸ばすも3着に敗れる。その後、6月の加古川特別を制して3勝目を挙げ、7月11日大井のジャパンダートダービーはルヴァンスレーヴの2着に敗れる。
秋に入り、9月29日阪神のシリウスステークスでは中団でレースを進めると直線で先行各馬を交わして先頭に立つと、最後はウェスタールンドをクビ差振り切って重賞初制覇を果たす。11月4日京都のJBCクラシックは中団から追い上げるもケイティブレイブの2着、12月2日中京のチャンピオンズカップは5着と初めての着外となる。12月29日大井の東京大賞典では後方から徐々にポジションを上げると、直線で豪快な末脚を繰り出して差し切り勝ちを決め、悲願のGI初制覇を果たす。

### 4歳（2019年）
2月17日東京のフェブラリーステークスではインティ、ゴールドドリームに次ぐ3番人気に推されたが、伸びが見られず10着に大敗した。次走の5月18日平安ステークスでは小柄な馬体ながら59kgの斤量を背負っての出走となり、最後の直線で一旦は先頭に立つ場面があったものの3着となった。
次走6月26日大井の帝王賞ではデムーロに代わり、当年に初来日しノームコアでヴィクトリアマイルを、リスグラシューで宝塚記念を制するなど活躍し、当週短期免許で南関東・船橋所属となったダミアン・レーン騎手が騎乗。3番人気に推されたレースでは道中後方から徐々に進出し、直線ではメンバー中上がり最速の末脚で先頭のチュウワウィザードを差し切り、1馬身1/4差を付けて優勝。GI/JpnI2勝目を挙げた。
その後は11月4日に初の浦和競馬場開催となったJBCクラシックに出走。鞍上は再びデムーロに戻った。過去2度馬券外に敗れている左回り且つ初の地方小回りコースということもあり、前走で破ったチュウワウィザードに次ぐ2番人気での出走となった。道中は後方に位置を取り、最終コーナーで位置を押し上げると先に抜け出したチュウワウィザードに直線半ばで並びかけ、2頭の叩き合いが続いたまま並んで入線したが、写真判定の結果ハナ差でチュウワウィザードが先着しており、2年連続の同レース2着に惜敗。ゴール後には鞍上のデムーロが両手を広げるポーズを見せるなど体勢は本馬が有利であり、チュウワウィザード鞍上の川田将雅もインタビューで「全然分からなくて…デムーロが勝った雰囲気でいたので負けたのかなと思った」と語るほどの接戦となった。
続いて12月1日のチャンピオンズカップに出走。鞍上には、8年振りに来日し本馬の生産牧場社台ファームの代表吉田照哉と契約を結んで2週間の短期免許を取得したランフランコ・デットーリを迎えることとなった。レースではゴールドドリーム、クリソベリル、インティに次ぐ4番人気に推され、中団馬群に位置を取って前を追走したが、スローペースが影響して脚を伸ばし切れず6着に敗れた。
次走は連覇をかけて12月29日の東京大賞典に出走。管理調教師の安田は「レースについては一番この馬のことを分かっているデムーロ騎手に全て任せる」として再びデムーロを鞍上に迎え、前走2着のゴールドドリームに次ぐ2番人気に推された。レースではハイペースで先行する前3頭の後ろから競馬を進め、4コーナーで進出を開始し直線半ばで内のゴールドドリームを交わして先頭に立つと、そのまま後続の追走を振り切って優勝。アジュディミツオー、スマートファルコン、ホッコータルマエに続く史上4頭目の東京大賞典連覇を達成した。鞍上のデムーロは本年、騎手免許取得以降最少となる中央重賞3勝（前年は15勝）に留まり、サートゥルナーリア・グローリーヴェイズ・アドマイヤマーズなどの有力馬も乗り替わりとなるなど不振が続いた中での勝利となり、ゴール後はJBCクラシック以来の“飛行機ポーズ”を披露。「いいエンディングになったね」と喜びを語った。帝王賞、東京大賞典の勝利実績により、2019年度のNARグランプリダートグレード競走特別賞に選出された。

### 5歳（2020年）
この年は平安ステークス(GIII)から始動。新型コロナウイルス感染拡大の影響による騎手の東西移動制限により、主戦のデムーロが騎乗できなくなったため、北村友一との初コンビを結成した。最重59kgの斤量を背負ったことからロードレガリス、ゴールドドリームに次ぐ3番人気での出走となったが、レースでは4コーナーから余裕の手応えで抜け出し快勝。重賞5勝目をマークした。
帝王賞2着・JBCクラシック2着と2戦続けてクリソベリルに惜敗を喫して迎えた12月29日の東京大賞典。先団の後方でレースを進めると、最後はカジノフォンテンとの叩き合いを制してクビ差で優勝。史上初となる東京大賞典3連覇を果たした。

### 6歳（2021年）
1月27日の川崎記念から始動、単勝1.9倍の圧倒的1番人気に支持された。常に上位に位置取り、最後の直線で2番手に浮上するが、逃げたカジノフォンテンに3馬身差及ばず2着。1月28日には招待を受けていたサウジカップの出走を辞退したことが明らかになった。5か月の休養後、例年のようにステップレースとして平安ステークスを使うことなく臨んだ帝王賞では単勝1番人気に支持されるが、最後の直線で伸びを欠いてテーオーケインズの5着に終わり、かろうじて掲示板こそ確保したものの、これまで7戦4勝2着3回と抜群の安定感を発揮していた大井の2000ｍのレースで初めて連対を外す結果となった。帝王賞後は4か月の休養を挟んでJBCクラシックに出走。スタートで大きく出遅れ、道中後方待機から3コーナー過ぎで先団に取り付いて直線抜け出しを図るが、先に抜け出したミューチャリーに1/2馬身及ばず、JBCクラシックで4年連続して2着に甘んじることとなった。同一重賞4年連続2着は、ナックビーナスが2017年から2020年のオーシャンステークスで4年連続2着入線して以来史上2頭目、GI/JpnIでは初の出来事である。年末には引退レースとして4連覇がかかる東京大賞典に出走し、1番人気に支持される。スタート後、中団に位置取り向正面から徐々に進出を開始し、最終コーナーでは外に膨れるも直線では内に進路を切り替え残り200m付近では内から伸びてきたクリンチャーに並びかけ2頭の追い比べとなる。残り100m付近まで両馬とも互角の脚をみせる接戦となるが脚色が衰えずクリンチャーに1/2馬身差をつけ優勝、日本競馬史上初の同一（国際）平地G1競走4連覇を達成。なお、勝ち時計2分4秒1は同馬が制した過去3年の東京大賞典のいずれの勝ち時計を上回る結果であった。

### 7歳（2022年）

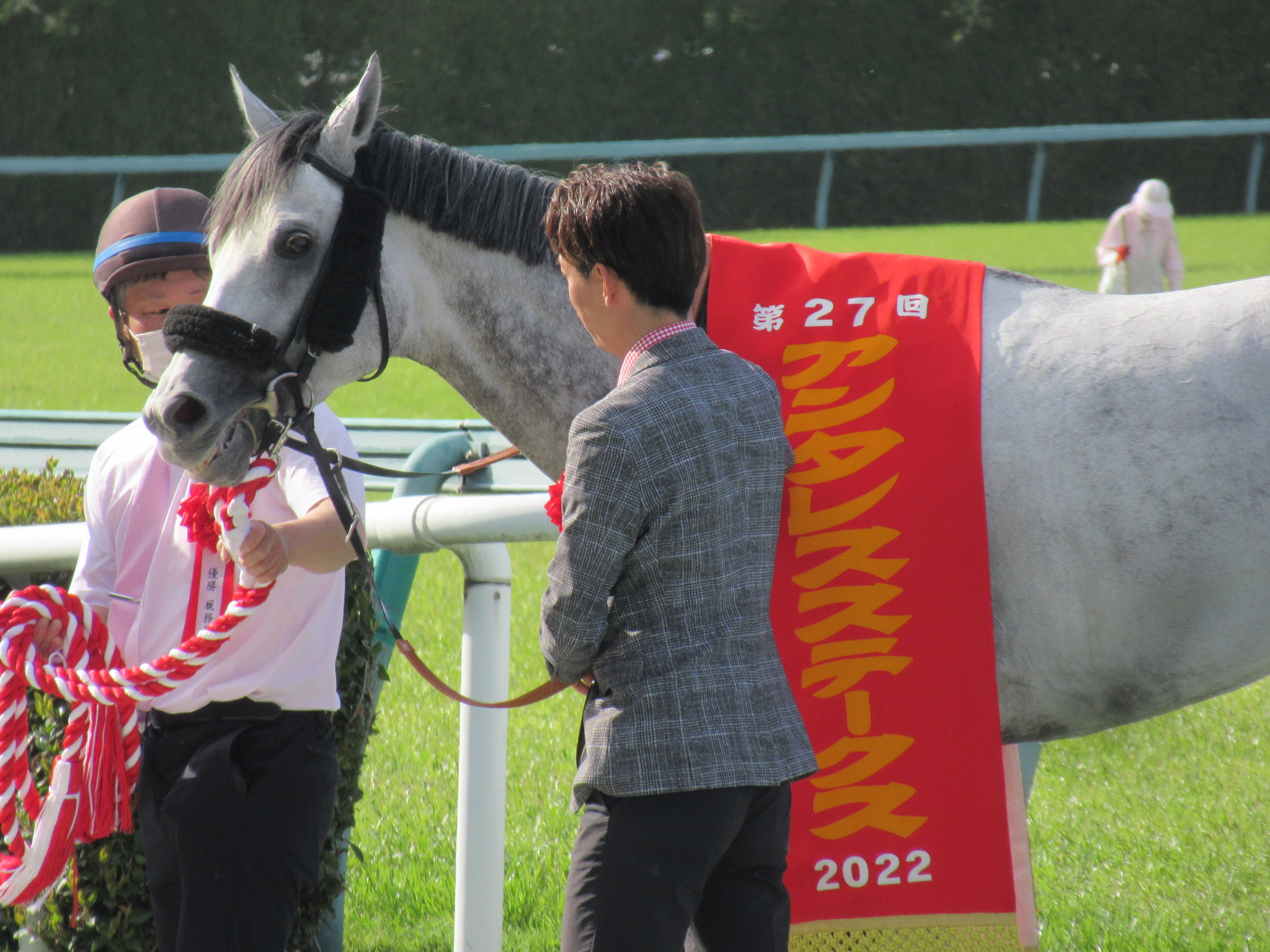
2022年アンタレスステークス優勝時

当初は北海道新ひだか町のレックススタッドで種牡馬入りする予定であったため、1月4日に栗東の安田翔伍厩舎から退厩したが、1月11日に急遽引退を取りやめて現役を続行することを表明。次走及び復帰戦としてアンタレスステークスに出走することを発表した。主戦のミルコ・デムーロが同日施行の皐月賞に騎乗するため、鞍上には横山和生が選ばれた。
4月17日、予定通りにアンタレスステークスに出走。メンバー最重量となる斤量59kgを背負ったレースでは後方からレースを進め、直線で外から脚を伸ばし先に抜け出した1番人気グロリアムンディを差し切って、これに半馬身差をつけ優勝した。
その後、帝王賞とみやこステークスを3着とした後は5連覇がかかる東京大賞典に向けて調整していたが、12月7日に東京大賞典には出走せずに引退し、2023年からレックススタッドで種牡馬になることが発表された。調教師の安田は引退の理由を「年齢を重ね、レースでの疲労の回復に時間を要するようになり、自信を持って送り出せない」ためとし、「これまで頑張ってくれた馬にも失礼なこと、レースにも失礼なことと考慮して、関係者で協議の結果、引退させることにした」と語っている。2022年のNARグランプリでは東京大賞典4連覇の功績を称え、特別表彰馬に選出された。2021年のNARグランプリでも特別表彰馬の候補に挙げられていたが、現役続行の報を受けて選定が見送られていた。

## 競走成績
以下の内容は、netkeiba.comの情報に基づく。
| 競走日     | 競馬場 | 競走名            | 格       | 距離（馬場）  | 頭 数 | 枠 番 | 馬 番 | オッズ （人気） | 着順 | タイム （上がり3F） | 着差 | 騎手          | 斤量 [kg] | 1着馬（2着馬）         | 馬体重 [kg] |
| ---------- | ------ | ----------------- | -------- | ------------- | ----- | ----- | ----- | --------------- | ---- | ------------------- | ---- | ------------- | --------- | ---------------------- | ----------- |
| 2018.01.14 | 京都   | 3歳新馬           |          | ダ1800m（稍） | 15    | 7     | 15    | 006.60（3人）   | 01着 | R1:54.3（35.8）     | -0.3 | 0M.デムーロ   | 56        | （ハーベストムーン）   | 462         |
| 0000.03.04 | 阪神   | 3歳500万下        |          | ダ1800m（良） | 16    | 7     | 14    | 001.60（1人）   | 01着 | R1:52.7（37.8）     | -1.0 | 0M.デムーロ   | 56        | （ストーミーバローズ） | 456         |
| 0000.05.13 | 東京   | 青竜S             | OP       | ダ1600m（稍） | 12    | 4     | 4     | 002.50（2人）   | 03着 | R1:37.1（35.7）     | -0.2 | 0M.デムーロ   | 56        | グリム                 | 456         |
| 0000.06.10 | 阪神   | 加古川特別        | 1000万下 | ダ1800m（稍） | 14    | 8     | 13    | 002.10（1人）   | 01着 | R1:52.3（36.3）     | -0.2 | 0M.デムーロ   | 54        | （ビッグアイランド）   | 446         |
| 0000.07.11 | 大井   | ジャパンDダービー | JpnI     | ダ2000m（良） | 14    | 8     | 14    | 006.60（4人）   | 02着 | R2:06.1（37.3）     | -0.3 | 0川田将雅     | 56        | ルヴァンスレーヴ       | 453         |
| 0000.09.29 | 阪神   | シリウスS         | GIII     | ダ2000m（不） | 16    | 2     | 3     | 004.80（2人）   | 01着 | R2:01.5（35.9）     | -0.0 | 0和田竜二     | 53        | （ウェスタールンド）   | 450         |
| 0000.11.04 | 京都   | JBCクラシック     | JpnI     | ダ1900m（良） | 16    | 7     | 14    | 003.70（2人）   | 02着 | R1:56.8（36.7）     | -0.1 | 0和田竜二     | 55        | ケイティブレイブ       | 454         |
| 0000.12.02 | 中京   | チャンピオンズC   | GI       | ダ1800m（良） | 15    | 6     | 11    | 009.20（4人）   | 05着 | R1:51.1（36.0）     | -1.0 | 0C.デムーロ   | 56        | ルヴァンスレーヴ       | 452         |
| 0000.12.29 | 大井   | 東京大賞典        | GI       | ダ2000m（良） | 16    | 3     | 5     | 003.70（3人）   | 01着 | R2:05.9（38.5）     | -0.1 | 0M.デムーロ   | 55        | （ゴールドドリーム）   | 448         |
| 2019.02.17 | 東京   | フェブラリーS     | GI       | ダ1600m（良） | 14    | 8     | 14    | 006.20（3人）   | 10着 | R1:37.3（36.4）     | -1.7 | 0M.デムーロ   | 57        | インティ               | 450         |
| 0000.05.18 | 京都   | 平安S             | GIII     | ダ1900m（良） | 16    | 1     | 1     | 006.70（3人）   | 03着 | R1:58.3（36.9）     | -0.2 | 0M.デムーロ   | 59        | チュウワウィザード     | 462         |
| 0000.06.26 | 大井   | 帝王賞            | JpnI     | ダ2000m（重） | 14    | 4     | 5     | 003.40（3人）   | 01着 | R2:04.4（36.7）     | -0.2 | 0D.レーン     | 57        | （チュウワウィザード） | 448         |
| 0000.11.04 | 浦和   | JBCクラシック     | JpnI     | ダ2000m（重） | 11    | 3     | 3     | 003.00（2人）   | 02着 | R2:06.1（36.7）     | -0.0 | 0M.デムーロ   | 57        | チュウワウィザード     | 458         |
| 0000.12.01 | 中京   | チャンピオンズC   | GI       | ダ1800m（良） | 16    | 3     | 6     | 006.10（4人）   | 06着 | R1:49.2（35.9）     | -0.7 | 0L.デットーリ | 57        | クリソベリル           | 452         |
| 0000.12.29 | 大井   | 東京大賞典        | GI       | ダ2000m（稍） | 13    | 6     | 9     | 002.80（2人）   | 01着 | R2:04.9（38.1）     | -0.2 | 0M.デムーロ   | 57        | （ノンコノユメ）       | 451         |
| 2020.05.23 | 京都   | 平安S             | GIII     | ダ1900m（良） | 14    | 4     | 5     | 005.30（3人）   | 01着 | R1:56.0（35.5）     | -0.2 | 0北村友一     | 59        | （ヴェンジェンス）     | 460         |
| 0000.06.24 | 大井   | 帝王賞            | JpnI     | ダ2000m（重） | 14    | 7     | 11    | 002.00（1人）   | 02着 | R2:05.7（36.5）     | -0.4 | 0M.デムーロ   | 57        | クリソベリル           | 452         |
| 0000.11.03 | 大井   | JBCクラシック     | JpnI     | ダ2000m（稍） | 15    | 1     | 1     | 004.90（2人）   | 02着 | R2:03.0（37.1）     | -0.5 | 0M.デムーロ   | 57        | クリソベリル           | 453         |
| 0000.12.29 | 大井   | 東京大賞典        | GI       | ダ2000m（良） | 16    | 4     | 7     | 001.30（1人）   | 01着 | R2:06.9（36.2）     | -0.0 | 0M.デムーロ   | 57        | （カジノフォンテン）   | 457         |
| 2021.01.27 | 川崎   | 川崎記念          | JpnI     | ダ2100m（重） | 10    | 7     | 8     | 001.90（1人）   | 02着 | R2:15.5（37.4）     | -0.6 | 0M.デムーロ   | 57        | カジノフォンテン       | 455         |
| 0000.06.30 | 大井   | 帝王賞            | JpnI     | ダ2000m（重） | 13    | 6     | 8     | 003.20（1人）   | 05着 | R2:03.8（37.7）     | -1.1 | 0M.デムーロ   | 57        | テーオーケインズ       | 455         |
| 0000.11.03 | 金沢   | JBCクラシック     | JpnI     | ダ2100m（良） | 12    | 3     | 3     | 004.70（2人）   | 02着 | R2:13.2（35.4）     | -0.1 | 0M.デムーロ   | 57        | ミューチャリー         | 462         |
| 0000.12.29 | 大井   | 東京大賞典        | GI       | ダ2000m（良） | 15    | 5     | 9     | 001.80（1人）   | 01着 | R2:04.1（37.2）     | -0.1 | 0M.デムーロ   | 57        | （クリンチャー）       | 458         |
| 2022.04.17 | 阪神   | アンタレスS       | GIII     | ダ1800m（良） | 16    | 4     | 8     | 003.80（2人）   | 01着 | R1:50.5（36.3）     | -0.1 | 0横山和生     | 59        | （グロリアムンディ）   | 464         |
| 0000.06.29 | 大井   | 帝王賞            | JpnI     | ダ2000m（良） | 9     | 2     | 2     | 003.80（2人）   | 03着 | R2:03.6（36.9）     | -0.3 | 0M.デムーロ   | 57        | メイショウハリオ       | 460         |
| 0000.11.06 | 阪神   | みやこS           | GIII     | ダ1800m（良） | 16    | 2     | 3     | 003.20（1人）   | 03着 | R1:51.7（36.0）     | -0.1 | 0横山和生     | 59        | サンライズホープ       | 462         |

## 血統表
| オメガパフュームの血統                                   | オメガパフュームの血統                            | オメガパフュームの血統                            | （血統表の出典）                                  | （血統表の出典） |
| 父系                                                     | フォーティナイナー系                              | フォーティナイナー系                              | フォーティナイナー系                              | [ § 2 ]          |
| 父 *スウェプトオーヴァーボード Swept Overboard 1997 芦毛 | 父の父*エンドスウィープ End Sweep 1991 鹿毛       | *フォーティナイナー                               | Mr. Prospector                                    | Mr. Prospector   |
| 父 *スウェプトオーヴァーボード Swept Overboard 1997 芦毛 | 父の父*エンドスウィープ End Sweep 1991 鹿毛       | *フォーティナイナー                               | File                                              |                  |
| 父 *スウェプトオーヴァーボード Swept Overboard 1997 芦毛 | 父の父*エンドスウィープ End Sweep 1991 鹿毛       | Broom Dance                                       | Dance Spell                                       | Dance Spell      |
| 父 *スウェプトオーヴァーボード Swept Overboard 1997 芦毛 | 父の父*エンドスウィープ End Sweep 1991 鹿毛       | Broom Dance                                       | Witching Hour                                     |                  |
| 父 *スウェプトオーヴァーボード Swept Overboard 1997 芦毛 | 父の母Sheer Ice 1982 芦毛                         | Cutlass                                           | Damascus                                          | Damascus         |
| 父 *スウェプトオーヴァーボード Swept Overboard 1997 芦毛 | 父の母Sheer Ice 1982 芦毛                         | Cutlass                                           | Aphonia                                           |                  |
| 父 *スウェプトオーヴァーボード Swept Overboard 1997 芦毛 | 父の母Sheer Ice 1982 芦毛                         | Hey Dolly A.                                      | Ambehaving                                        | Ambehaving       |
| 父 *スウェプトオーヴァーボード Swept Overboard 1997 芦毛 | 父の母Sheer Ice 1982 芦毛                         | Hey Dolly A.                                      | Swift Deal                                        |                  |
| 母 オメガフレグランス 2007 鹿毛                          | 母の父ゴールドアリュール 1999 栗毛                | *サンデーサイレンス                               | Halo                                              | Halo             |
| 母 オメガフレグランス 2007 鹿毛                          | 母の父ゴールドアリュール 1999 栗毛                | *サンデーサイレンス                               | Wishing Well                                      |                  |
| 母 オメガフレグランス 2007 鹿毛                          | 母の父ゴールドアリュール 1999 栗毛                | *ニキーヤ                                         | Nureyev                                           | Nureyev          |
| 母 オメガフレグランス 2007 鹿毛                          | 母の父ゴールドアリュール 1999 栗毛                | *ニキーヤ                                         | Reluctant Guest                                   |                  |
| 母 オメガフレグランス 2007 鹿毛                          | 母の母ビューティーメイク 1989 鹿毛                | *リアルシャダイ                                   | Roberto                                           | Roberto          |
| 母 オメガフレグランス 2007 鹿毛                          | 母の母ビューティーメイク 1989 鹿毛                | *リアルシャダイ                                   | Desert Vixen                                      |                  |
| 母 オメガフレグランス 2007 鹿毛                          | 母の母ビューティーメイク 1989 鹿毛                | *セイリングビューティ                             | Lyphard                                           | Lyphard          |
| 母 オメガフレグランス 2007 鹿毛                          | 母の母ビューティーメイク 1989 鹿毛                | *セイリングビューティ                             | Sweetdric                                         |                  |
| 母系(F-No.)                                              | (FN:14-c)                                         | (FN:14-c)                                         | (FN:14-c)                                         | [ § 3 ]          |
| 5代内の近親交配                                          | Northern Dancer 5×5･5、Hail to Reason 5･5（母内） | Northern Dancer 5×5･5、Hail to Reason 5･5（母内） | Northern Dancer 5×5･5、Hail to Reason 5･5（母内） | [ § 4 ]          |
| 出典                                                     | 1. 2. 3. 4.                                       | 1. 2. 3. 4.                                       | 1. 2. 3. 4.                                       | 1. 2. 3. 4.      |

- 母の半姉の仔に2018年愛知杯の勝ち馬エテルナミノルがいる。そのほかの近親はプリティーポリー#モリーデズモンド系を参照。